# (2573) Hannu Olavi
(2573) Hannu Olavi est un astéroïde de la ceinture principale.

## Description
(2573) Hannu Olavi est un astéroïde de la ceinture principale. Il fut découvert le 10 mars 1953 à Turku par Heikki A. Alikoski. Il présente une orbite caractérisée par un demi-grand axe de 3,02 UA, une excentricité de 0,11 et une inclinaison de 13,0° par rapport à l'écliptique.

## Compléments